# Delizia di Buddha
La Delizia di Buddha, spesso traslitterata come luóhàn zhāi, lo han jai o lo hon jai, è un piatto vegano della cucina cinese e buddhista. Talvolta è chiamato anche Luóhàn cài (羅漢菜T, 罗汉菜S).
Il piatto è tradizionalmente consumato dai monaci buddhisti vegetariani, ma ha subito una crescita di popolarità nel mondo come portata comune presente nei menu dei ristoranti cinesi. Esso consiste di diverse verdure ed ingredienti a base vegetale (anche se talvolta sono presenti anche uova o frutti di mare), cucinati in un liquido a base di salsa di soia, al quale vengono aggiunti altri condimenti. Gli ingredienti specifici variano molto a seconda delle regioni, se ci si trova in Asia o all'estero, ed a seconda dei gusti personali.

## Etimologia
Nel nome luóhàn zhāi, il termine luóhàn – abbreviazione di Ā luóhàn (阿羅漢T, 阿罗汉S) – è la traslitterazione cinese della parola sanscrita arhat, che indica un individuo illuminato, ascetico, talvolta lo stesso Gautama Buddha. Zhāi (齋T, 斋S), invece, vuol dire "cibo vegetariano" o "dieta vegetariana".
Il piatto è solitamente composto di almeno dieci ingredienti, sebbene le versioni più elaborate possano arrivare ad includerne 35. Se vengono utilizzati 18 ingredienti, il piatto prende il nome di Luóhàn quánzhāi (羅漢全齋T, 罗汉全斋S).
In Cina, Hong Kong ed a Toronto, quando viene preparato usando solo gli ingredienti vegetariani più saporiti, come tofu fermentato o dolce, prende il nome di tián suān zhāi (甜酸齋T, 甜酸斋S), che vuol dire letteralmente "piatto vegetariano agrodolce".

## Tradizione
Come suggerito dal nome, il piatto è tradizionalmente consumato dai buddhisti vegetariani, ma è divenuto popolare nel resto del mondo come portata disponibile nei menu dei ristoranti cinesi, sebbene spesso non siano inclusi tutti gli ingredienti dovuti. Viene servito nelle case cinesi durante il primo giorno del Capodanno cinese, derivazione della pratica buddhista di consumare esclusivamente cibi a base vegetale nei primi cinque giorni dell'anno nuovo, come forma di purificazione personale. Alcuni degli ingredienti più rari, come il fat choy e l'erba saetta, vengono consumati solo durante questo periodo dell'anno.

## Ingredienti
Nella tradizione cinese, ad ogni ingrediente viene associato un particolare significato auspicale. A causa delle variazioni apportate al piatto secondo gusti personali, non tutti gli ingredienti sono sempre utilizzati.

### Ingredienti principali

#### Ingredienti principali comuni
1. Erba saetta (慈菇S, cí gūP)[2]
2. Fungo bamboo (竹笙S, zhúshēngP - 竹荪S, zhúsūnP)[2]
3. Germogli di bamboo (cinese semplificato: 笋; cinese tradizionale: 筍; pinyin: sǔn)[3]
4. Tofu essiccato (腐竹; pinyin: fǔ zhú; chiamato anche "tofu bamboo")[2]
5. Shiitake (冬菇; pinyin: dōnggū)[2]
6. Carote (cinese tradizionale: 胡蘿蔔; cinese semplificato: 胡萝卜; pinyin: hú luóbo; oppure cinese tradizionale: 紅蘿蔔; cinese semplificato: 红萝卜, pinyin: hóng luóbo)[3]
7. Spaghetti cinesi (粉絲; pinyin: fěn sī; chiamati anche "fili di fagiolo")[3]
8. Germogli di Belle di Giorno (金针; pinyin: jīnzhēn; chiamati anche "aghi dorati")[2]
9. Fat choy (cinese tradizionale: 髮菜; cinese semplificato:: 发菜; pinyin: fàcài; tipo di cyanobacteria)[4]
10. Noci di Ginkgo biloba (cinese tradizionale: 銀杏; cinese semplificato: 银杏; pinyin: yín xìng; oppure 白果, pinyin: bái guǒ)[5]
11. Semi di loto (蓮子; pinyin: liánzǐ)[6]
12. Cavolo Napa (大白菜; pinyin: dà báicài)[5]
13. Noccioline (花生; pinyin: huāshēng)[2]
14. Piselli neve (cinese tradizionale: 荷蘭豆; cinese semplificato: 荷兰豆; pinyin: hélándòu)[7]
15. Tofu fritto (炸豆腐; pinyin: zhá dòufǔ)[2]
16. Castagne d'acqua (cinese tradizionale: 荸薺; cinese semplificato: 荸荠; pinyin: bíqí)[2]
17. Seitan fritto o alla brace (cinese tradizionale: 麵筋, cinese semplificato: 面筋; pinyin: miàn jīn)[7]

#### Ingredienti principali usati di rado
1. Germogli di fagioli mungo verdi (豆芽, pinyin: dòu yá; 芽菜, pinyin: yá cài; oppure 银芽, pinyin: yín yá)[7]
2. Felci appena nate (蕨菜; pinyin: jué cài)
3. Cavolo cinese (白菜; pinyin: báicài)
4. Cavolfiore (菜花; pinyin: cài huā)
5. Sedano (芹菜; pinyin: qín cài)[8]
6. Diversi tipi di funghi, tra i quali l'orecchio di Giuda (cinese tradizionale: 雲耳; cinese semplificato: 云耳; pinyin: yún ěr), l'orecchio d'olmo (榆耳; pinyin: yú ěr),[1] l'orecchio d'osmanto (桂花耳; pinyin: guíhuā ěr),[1] il fungo neve (银耳; pinyin: yín ěr)[9] e il fungo giallo (黃耳; pinyin: huáng ěr; tradotto come "orecchio giallo")[1]
7. Datteri cinesi rossi (cinese tradizionale: 紅棗; cinese semplificato: 红枣; pinyin: hóng zǎo)[6]
8. Fior di loto asiatico (藕; pinyin: ǒu)[10]
9. Altri tipi di funghi, tra cui funghi di paglia (草菇, pinyin: cǎo gū),[10] orecchioni (平菇, pinyin: píng gū) e funghi tricholoma (口蘑, pinyin: kǒu mó)
10. Ostriche essiccate (蠔豉; pinyin: háo shì)[2]
11. Patate (马铃薯; pinyin: mălíng shǔ)
12. Uova di quaglia (鹌鹑蛋; pinyin: ān chún dàn)
13. Gamberi (cinese tradizionale: 蝦; cinese semplificato: 虾; pinyin: xiā)
14. Laminaria[10]
15. Germogli di fiordaliso[10]
16. Baby corn[9]

### Condimenti
- Vino da cucina cinese (黃酒; pinyin: huáng jiǔ)[11]
- Aglio (大蒜; pinyin: dà suàn)[10]
- Zenzero (cinese semplificato: 姜; cinese tradizionale: 薑; pinyin: jiāng)[10]
- Glutammato monosodico (味精; pinyin: wèijīng)[3]
- Olio (di solito di semi di arachide, 花生油; e/o di semi di sesamo, 芝麻油)
- Salsa di ostriche (cinese semplificato: 蚝油; cinese tradizionale: 蠔油; pinyin: háo yóu)[5]
- Tofu fermentato (豆腐乳; pinyin: dòufu rǔ; sia rosso che bianco)[12]
- Sale (cinese tradizionale: 鹽; cinese semplificato: 盐; pinyin: yán)[13]
- Salsa di soia (老抽; pinyin: lǎochōu)[12]
- Amido (淀粉; pinyin: diànfěn)
- Zucchero (糖; pinyin: táng)[3]